# تفسیر ابن کثیر

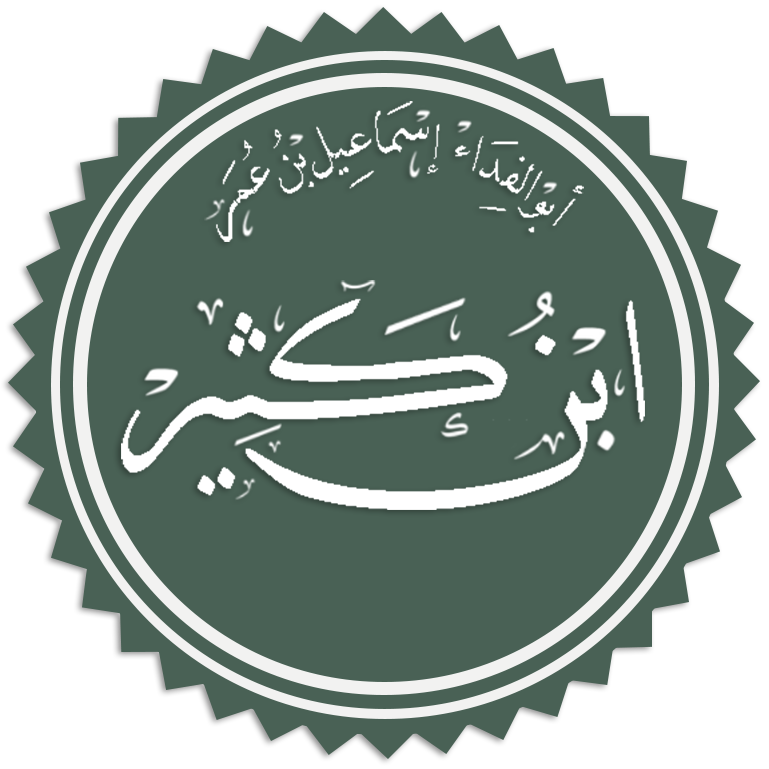
تفسیر القرآن العظیم

تفسیر القرآن العظیم معروف به تفسیر ابن کثیر دمشقی یکی از تفاسیر قرآن اهل سنت که ابن کثیر آن را در قرن هشتم نوشته است.
این کتاب، از تفاسیر کامل قرآن است و دارای ۱۵ جلد که جلد آخر آن، فهرست تمامی مطالب این کتاب تفسیر است.

## مولف
عمادالدین ابوالفداء اسماعیل بن عمر بن کثیر قرشی متولد ۷۰۱-۷۷۴ قمری (۱۳۰۲-۱۳۷۳ میلادی) در قریه مُجَيْدِل‌ از روستاهای بصری دمشق به دنیا آمد. لذا وی را بُصروی نیز گفته‌اند. در کودکی پدرش را از دست می‌دهد. در همان کودکی به دمشق می‌رود و در آنجا به تحصیل علوم دینی می‌پردازد. در سال ۷۶۷ قمری در مسجد جامع دمشق تفسیر تدریس می‌کند. در اواخر عمر نابینا می‌شود و در ۷۴ سالگی در دمشق از دنیا می‌رود. نویسندگان او را تحسین کرده‌اند و از لحاظ علمی وی را همانند طبری دانسته‌اند.

## شیوه نگارش
مفسر ابتدا آیات را از خود قرآن تفسیر نموده است و پس از آن احادیث و اقوال صحابه را آورده است. از اسرائیلیات بجز برای استشهاد استفاده نکرده است. بخاطر دقت نویسنده در استفاده از احادیث، از آن به عنوان راهنمای حدیث استفاده می‌کنند. زیرا سند و متن آنها را مورد نقد و بررسی قرار می‌دهد و احادیث صحیح را از غیرصحیح جدا می‌سازد. 

## دیدگاه دیگران
سیوطی درباره تفسیر ابن کثیر گفته که تا کنون تفسیری به شیوه آن نوشته نشده است و شوکانی آن را از بهترین تفسیرها دانسته است. یکی از متاخرین، شیوه تفسیر وی را از شیوه های ممتاز معرفی کرده است. شاکر آن را بهترین و دقیق‌ترین تفسیر پس از تفسیر طبری می‌داند. لائوست به خطا آن را مقدماتی و مبتنی به فقه اللغه و اسلوب تفسیر سیوطی می‌داند.

## چاپ
متن این تفسیر در نیمه نخست سده ۱۴ قمری، ۳ بار در مصر چاپ شده است. پس از آن نیز چاپ‌های دیگری داشته که می توان به این موارد اشاره کرد: عمده التفسیر عن الحافظ ابن کثیر که به کوشش احمد محمد شاکر در قاهره در ۵ جلد، تیسیر العلی القدیر لاختصار تفسیر ابن کثیر به کوشش الرفاعی در چهار جلد در بیروت و مختصر التفسیر ابن کثیر به کوشش الصابونی در سال ۱۳۹۳ ق در بیروت. 